# Preston (Idaho)
Preston – miasto w Stanach Zjednoczonych, w stanie Idaho, w hrabstwie Franklin.